# 莆仙戏
莆仙戏，又名“兴化戏”（Hing-hua̍-hi̍），是福建戏曲剧种之一，被誉为宋元南戏的“活化石” 。源于唐，成于宋，盛于明清。流行于古称兴化的莆田、仙游二县及闽中、闽南的兴化语地区。据史料记载和调查考证，它是在古代“百戏”的基础上发展形成的。

## 表演
表演动作受南戲和民间傀儡戏影响。行当脚色承袭南戏规制，有生、旦、贴生、则旦、靓妆（净）、末、丑等七个角色，俗称“七子班”。

## 音樂
音乐曲牌有一千多个。唱腔迄今仍保留不少宋元南戏音乐遗响。莆仙戏的声腔主要是“兴化腔”，它综合溶化莆仙民间歌谣俚曲、十音八乐、佛曲法曲、宋元词曲和大曲歌舞而形成，用兴化语演唱。

## 剧目
传统剧目有五千多个，其中保留宋元南戏原貌或故事情节基本类似的剧目有八十多个。莆仙戏比较著名的剧目有《琴挑》、《团圆之后》、《春草闯堂》、《状元与乞丐》等。
莆仙戏的著名剧作家有陈仁鉴、柯如宽、江幼宋等。